# L'Espèce fabulatrice
L'Espèce fabulatrice est un essai écrit en français par la romancière canadienne Nancy Huston, et publié en 2008 aux éditions Actes Sud.

## Résumé
Nancy Huston part de cette question posée par une femme détenue lors d'un atelier d'écriture en prison : « A quoi ça sert d'inventer des histoires, alors que la réalité est tellement incroyable ? ». Observant que les histoires dont sont faites nos vies ne sont pas différentes de celles de personnages de romans, et analysant l'histoire humaine sous l'angle de la fabrication d'identités collectives imaginaires, cet essai place la construction et le partage de fictions personnelles et collectives au cœur de ce qui fonde notre humanité, « espèce fabulatrice », à l'amour comme à la guerre. Les romans, dans cette perspective, constituent pour l'auteure une occasion d'ouvrir son esprit à d'autres fictions que celles que nous lèguent famille et communauté, et d'accéder à cette forme d'intelligence qui consiste à écrire sa propre vie en conscience.

## Influences
Le « fil narratif » qui traverse le film documentaire Demain a été inspiré par L'espèce fabulatrice de Nancy Huston (qui « insiste sur la propension des humains à penser en termes de fiction, de récit, de narration »).

## Éditions
- Actes Sud, collection « Un endroit où aller », 2007  (ISBN 2742775404).